# Artur José
Artur José Lobo da Costa de Azevedo (Lisboa, 04 de julho de 1931 — 19 de fevereiro de 2010), foi um ceramista português,  Prémio Bordalo (1965) na categoria "Artes Plásticas" (Cerâmica).

## Biografia
Artur José Lobo da Costa de Azevedo nasceu em 4 de julho de 1931, em Lisboa.
Autodidata, Artur José dedicou-se à produção de azulejos, tendo suas obras expostas em diversos países como a Suíça, Estados Unidos e em diversas galerias e museus de Portugal.
Ao longo de sua carreira realizou mais de 60 exposições individuais, 19 delas na Galeria de Arte do Cassino Estoril, além de cerca de 160 coletivas (das quais 21 fora do país natal).
Artur José recebeu o Prémio Bordalo (1965), ou Prémio da Imprensa, na área de "Cerâmica" da categoria "Artes Plásticas", tendo a Casa da Imprensa em 1966 que também distinguido nesta categoria Santiago Areal (Pintura), Luís Durdill (Desenho), João Charters de Almeida (Escultura), e Ovídio Carneiro (Gravura).
Artur José morreu em 19 de fevereiro de 2010, aos 78 anos, em Lisboa, no Hospital de São Francisco Xavier, onde estava internado.